# Filippo Ernesto di Schleswig-Holstein-Sonderburg-Glücksburg
Filippo Ernesto Schleswig-Holstein-Sonderburg-Glücksburg (5 maggio 1673 – 12 novembre 1729) era un abgeteilter Herr dei ducati sonderborgorghesi e un ufficiale al servizio danese. Fu duca di Schleswig-Holstein-Sonderburg-Glücksburg dal 1698 al 1729.

## Vita
Filippo Ernesto era il maggiore dei figli sopravvissuti Cristiano, duca di Schleswig-Holstein-Sonderburg-Glücksburg nati dal suo matrimonio con Agnese Edvige (1640–1698), figlia di Gioacchino Ernesto, duca di Schleswig-Holstein-Sonderburg-Plön, Dopo un Grand Tour, entrò al servizio militare danese nel 1692 come ufficiale.

## Matrimonio e figli
Filippo Ernesto si sposò tre volte. La sua prima moglie fu Cristina di Sassonia-Eisenberg (1679-1722), figlia di Cristiano, duca di Sassonia-Eisenberg, che egli sposò nel 1699. Dal matrimonio con Cristina nacquero i seguenti figli:
- Cristiana Ernestina di Schleswig-Holstein-Sonderbourg-Glücksburg (1699-1749)
- Federico, duca di Schleswig-Holstein-Sonderbourg-Glücksburg (1701-1766)

nel 1745 contessa Augusta di Lippe-Detmold
- Cristiano Filippo di Schleswig-Holstein-Sonderbourg-Glücksburg (1702-1703)
- Carlo Ernesto di Schleswig-Holstein-Sonderbourg-Glücksburg (1706-1761),

nel 1749 Anna Carlotta di Lippe-Detmold (1724-1796)
- Luisa Sofia Federica di Schleswig-Holstein-Sonderbourg-Glücksbourg (1709-1782) badessa a Wallöe
- Carlotta Amalia di Schleswig-Holstein-Sonderbourg-Glücksburg (1710-1777)
- Sofia Dorotea di Schleswig-Holstein-Sonderbourg-Glücksburg (1714-1736)

Dopo la morte di Cristina nel 1722, Filippo Ernesto sposò quello stesso anno Caterina Cristina di Ahlefeld (1787-1726)
- Cristiano Ernesto di Schleswig-Holstein-Sonderbourg-Glücksburg (1724-1726).
- NN di Schleswig-Holstein-Sonderbourg-Glücksburg (maggio 1726)

Dopo la morte della seconda moglie, Filippo Ernesto contrasse un terzo matrimonio con Carlotte Amalia Maria (1697-1760), figlia del principe Federico Guglielmo di Schleswig-Holstein-Sonderburg-Augustenburg e sorella del futuro duca Cristiano Augusto I. In precedenza era stata una penitente a Herford. Da questo matrimonio non nacquero figli.

## Ascendenza
|                                                                    |                                                         |                                                      | Genitori                                        |  |  | Nonni |  |  | Bisnonni                                         |  |  | Trisnonni                          |  |
|                                                                    |                                                         |                                                      |                                                 |  |  |       |  |  | 8. Johann, duca di Schleswig-Holstein-Sonderburg |  |  | 16. Christian III, re di Danimarca |  |
|                                                                    |                                                         |                                                      |                                                 |  |  |       |  |  | 8. Johann, duca di Schleswig-Holstein-Sonderburg |  |  | 16. Christian III, re di Danimarca |  |
|                                                                    |                                                         | 17. Dorothea von Sachsen-Lauenburg                   |                                                 |  |  |       |  |  | 8. Johann, duca di Schleswig-Holstein-Sonderburg |  |  |                                    |  |
| 4. Philipp, duca di Schleswig-Holstein-Sonderburg-Glücksburg       |                                                         |                                                      |                                                 |  |  |       |  |  | 8. Johann, duca di Schleswig-Holstein-Sonderburg |  |  |                                    |  |
|                                                                    |                                                         | 9. Elisabeth von Braunschweig-Grubenhagen            | 18. Ernst III, duca di Brunswick-Grubenhagen    |  |  |       |  |  |                                                  |  |  |                                    |  |
|                                                                    |                                                         | 9. Elisabeth von Braunschweig-Grubenhagen            | 18. Ernst III, duca di Brunswick-Grubenhagen    |  |  |       |  |  |                                                  |  |  |                                    |  |
|                                                                    |                                                         | 9. Elisabeth von Braunschweig-Grubenhagen            | 19. Margarethe von Pommern-Wolgast              |  |  |       |  |  |                                                  |  |  |                                    |  |
| 2. Christian, duca di Schleswig-Holstein-Sonderburg-Glücksburg     |                                                         | 9. Elisabeth von Braunschweig-Grubenhagen            |                                                 |  |  |       |  |  |                                                  |  |  |                                    |  |
|                                                                    |                                                         | 10. Franz II, duca di Sassonia-Lauenburg             | 20. Franz I, duca di Sassonia-Lauenburg         |  |  |       |  |  |                                                  |  |  |                                    |  |
|                                                                    |                                                         | 10. Franz II, duca di Sassonia-Lauenburg             | 20. Franz I, duca di Sassonia-Lauenburg         |  |  |       |  |  |                                                  |  |  |                                    |  |
|                                                                    |                                                         | 10. Franz II, duca di Sassonia-Lauenburg             | 21. Sibylle von Sachsen                         |  |  |       |  |  |                                                  |  |  |                                    |  |
| 5. Sophie Hedwig von Sachsen-Lauenburg                             |                                                         | 10. Franz II, duca di Sassonia-Lauenburg             |                                                 |  |  |       |  |  |                                                  |  |  |                                    |  |
|                                                                    |                                                         | 11. Maria von Braunschweig-Wolfenbüttel              | 22. Julius, duca di Brunswick-Wolfenbüttel      |  |  |       |  |  |                                                  |  |  |                                    |  |
|                                                                    |                                                         | 11. Maria von Braunschweig-Wolfenbüttel              | 22. Julius, duca di Brunswick-Wolfenbüttel      |  |  |       |  |  |                                                  |  |  |                                    |  |
|                                                                    |                                                         | 11. Maria von Braunschweig-Wolfenbüttel              | 23. Hedwig von Brandenburg                      |  |  |       |  |  |                                                  |  |  |                                    |  |
| 1. Philipp Ernst, duca di Schleswig-Holstein-Sonderburg-Glücksburg |                                                         | 11. Maria von Braunschweig-Wolfenbüttel              |                                                 |  |  |       |  |  |                                                  |  |  |                                    |  |
|                                                                    | 12. Johann, duca di Schleswig-Holstein-Sonderburg (= 8) | 24. Christian III, re di Danimarca (= 16)            |                                                 |  |  |       |  |  |                                                  |  |  |                                    |  |
|                                                                    | 12. Johann, duca di Schleswig-Holstein-Sonderburg (= 8) | 24. Christian III, re di Danimarca (= 16)            |                                                 |  |  |       |  |  |                                                  |  |  |                                    |  |
|                                                                    | 12. Johann, duca di Schleswig-Holstein-Sonderburg (= 8) | 25. Dorothea von Sachsen-Lauenburg (= 17)            |                                                 |  |  |       |  |  |                                                  |  |  |                                    |  |
| 6. Joachim Ernst, duca di Schleswig-Holstein-Sonderburg-Plön       | 12. Johann, duca di Schleswig-Holstein-Sonderburg (= 8) |                                                      |                                                 |  |  |       |  |  |                                                  |  |  |                                    |  |
|                                                                    |                                                         | 13. Agnes Hedwig von Anhalt                          | 26. Joachim Ernst, principe di Anhalt           |  |  |       |  |  |                                                  |  |  |                                    |  |
|                                                                    |                                                         | 13. Agnes Hedwig von Anhalt                          | 26. Joachim Ernst, principe di Anhalt           |  |  |       |  |  |                                                  |  |  |                                    |  |
|                                                                    |                                                         | 13. Agnes Hedwig von Anhalt                          | 27. Eleonore von Württemberg                    |  |  |       |  |  |                                                  |  |  |                                    |  |
| 3. Agnes Hedwig von Schleswig-Holstein-Sonderburg-Plön             |                                                         | 13. Agnes Hedwig von Anhalt                          |                                                 |  |  |       |  |  |                                                  |  |  |                                    |  |
|                                                                    |                                                         | 14. Johann Adolf, duca di Schleswig-Holstein-Gottorp | 28. Adolf I, duca di Schleswig-Holstein-Gottorp |  |  |       |  |  |                                                  |  |  |                                    |  |
|                                                                    |                                                         | 14. Johann Adolf, duca di Schleswig-Holstein-Gottorp | 28. Adolf I, duca di Schleswig-Holstein-Gottorp |  |  |       |  |  |                                                  |  |  |                                    |  |
|                                                                    |                                                         | 14. Johann Adolf, duca di Schleswig-Holstein-Gottorp | 29. Christine von Hessen                        |  |  |       |  |  |                                                  |  |  |                                    |  |
| 7. Dorothea Auguste von Schleswig-Holstein-Gottorf                 |                                                         | 14. Johann Adolf, duca di Schleswig-Holstein-Gottorp |                                                 |  |  |       |  |  |                                                  |  |  |                                    |  |
|                                                                    |                                                         | 15. Augusta af Danmark                               | 30. Frederik II, re di Danimarca                |  |  |       |  |  |                                                  |  |  |                                    |  |
|                                                                    |                                                         | 15. Augusta af Danmark                               | 30. Frederik II, re di Danimarca                |  |  |       |  |  |                                                  |  |  |                                    |  |
|                                                                    |                                                         | 15. Augusta af Danmark                               | 31. Sophie von Mecklenburg-Güstrow              |  |  |       |  |  |                                                  |  |  |                                    |  |
|                                                                    |                                                         | 15. Augusta af Danmark                               |                                                 |  |  |       |  |  |                                                  |  |  |                                    |  |